# 영국 의회
그레이트브리튼 북아일랜드 연합왕국 의회(Parliament of the United Kingdom of Great Britain and Northern Ireland), 줄여서 영국 의회(Parliament)는 영국 및 왕실속령과 해외영토의 최고 입법부이다. 양원제 구성으로, 상원인 귀족원(House of Lords)과 하원인 서민원(House of Commons)으로 이루어져 있으며, 모두 런던의 웨스트민스터 궁전을 국회의사당으로 사용하고 있다.
귀족원은 성직귀족과 세속귀족으로 구성되어 있다. 성직귀족은 잉글랜드 성공회의 대주교가 대부분이며, 세속귀족은 일대귀족과 세습귀족 92인으로 다시 나뉜다. 일대귀족은 국왕이 직접 귀족으로 임명한 의원이며, 세습귀족은 왕가 직책을 역임하고 있거나 동료 세습귀족에 의해 선출되는 의원이다. 2009년 영국 대법원 개원 이전에는 귀족원이 사법귀족을 통해 사법권을 행사하기도 하였다.
서민원은 총선거를 통해 선출된 국회의원 650인으로 구성된다. 소선거구제가 적용된 지역구에서 한명씩 선출되며, 최대 5년의 임기를 가진다. 내각책임제 국가 특성상 영국 총리를 비롯한 모든 내각 장관은 국회의원이며, 입법의 책임이 부여된다. 내각 인사 대부분이 서민원 출신이지만 가끔씩 귀족원 출신도 임명되며, 하급 각료의 경우에는 어느 쪽이든 상관없이 임명된다.
이론상 영국의 최고 입법권한은 영국 국왕에게 돌아간다. 허나 실제로 국왕은 총리의 자문에 따라서만 행동하는 것이 보통이다. 귀족원의 권한도 입법을 지연하는 정도로 제한되기 때문에, 최고 입법권한은 사실상 서민원에 돌아간다고 볼 수 있다.
영국 의회는 대영제국 시절 영연방을 비롯한 각 식민지 국가에 웨스트민스터 체제라 부르는 동일 정치체제를 뿌리내렸고, 이로 인해 '의회의 어머니' (Mother of Parliaments)라고도 불린다.

## 양원 구성

### 영국 하원
하원은 서민원(House of Commons)이라고도 하며, 양원 중 가장 강력한 권한을 행사하여 입법의 중심을 이룬다. 영국 정부는 하원 측에서 다수당의 지지를 거쳐 입법을 실시한다.
하원은 각 지역별로 하나의 선거구를 대표하는 650명의 선출된 지역구 의원, 즉 MP들로 구성되어 있다. 22세부터 후보 등록이 가능하며, 지역구별로 공천을 받은 후보가 소선거구제에 의해 선출된다(임기는 5년이며, 최대 9선까지 가능).
발의된 모든 법안에 대해 논쟁을 벌임으로써 하원은 정치적 환경과 새로운 의견의 발전에 영향을 미친다.

### 영국 상원
상원은 귀족원(House of Lords)이라고도 부르며, 하원하고는 달리 선거를 통해 선출되지 않는다. 상원은 하원에서 발의된 법안을 개정할 수 있는 제한된 권한을 행사할 수 있다.
특권층 자리에 있는 귀족들로 구성되어 있어 인원이 수시로 바뀌기 때문에 정원이 일정하지 않으며, 임기도 정해져 있지 않다. 과거의 신분제 사회에 따라 구분된 의회이기에 현대에는 하원에 비해 큰 역할을 하고 있지 않다.
상원의원은 한 집안의 재산, 신분, 직업을 대대로 물려받은 '세습 의원'과, 국가, 국민을 위해 헌신, 봉사한 사실을 하원측으로부터 동의를 얻어 영국의 군주로부터 직접 임명을 받은 '종신 의원'들로 구성되어 있다. 임명의원의 경우 하원에서 3선 이상 당선된 경력이 있어야 지명을 받을 수 있다.
상원의원의 성격에 따라 성직귀족 (Lords Spiritual)과 세속귀족으로 분류되어 있으며, 상원 내에서도 상원을 보다 민주적이고 국민을 대표하는 원으로 만들기 위해 단계적으로 개혁하려는 움직임이 나타나기도 한다.

## 역사
1707년 연합 조약하고 연합법으로 스코틀랜드 왕국이 잉글랜드 왕국에 흡수 통일됨에 따라 그레이트브리튼 의회가 탄생하였다. 이전에는 1215년 개원한 잉글랜드 의회와 1235년 개원한 스코틀랜드 의회가 따로 있었으나, 연합법에서 "그레이트브리튼 연합왕국은 하나의 동일한 의회를 두며 그 형태는 그레이트브리튼 의회가 된다"고 규정함으로서 두 의회를 통합하여 탄생하였다.
이후 1800년 연합법으로 아일랜드 왕국이 그레이트브리튼 연합왕국에 흡수됨에 따라 그레이트브리튼 의회와 아일랜드 의회도 통합되어 '그레이트브리튼 아일랜드 연합왕국 의회'가 되었는데 기존 아일랜드 의회 소속 하원의원 100인과 상원의원 32인이 그레이트브리튼 의회에 합류하는 방식으로 통합되었다. 의회의 명칭은 1922년 아일랜드 자유국 수립 이후 1927년 왕실 의회 호칭법 제정으로 지금의 '그레이트브리튼 북아일랜드 의회'로 바뀌게 되었다.

### 그레이트브리튼 아일랜드 연합왕국 의회

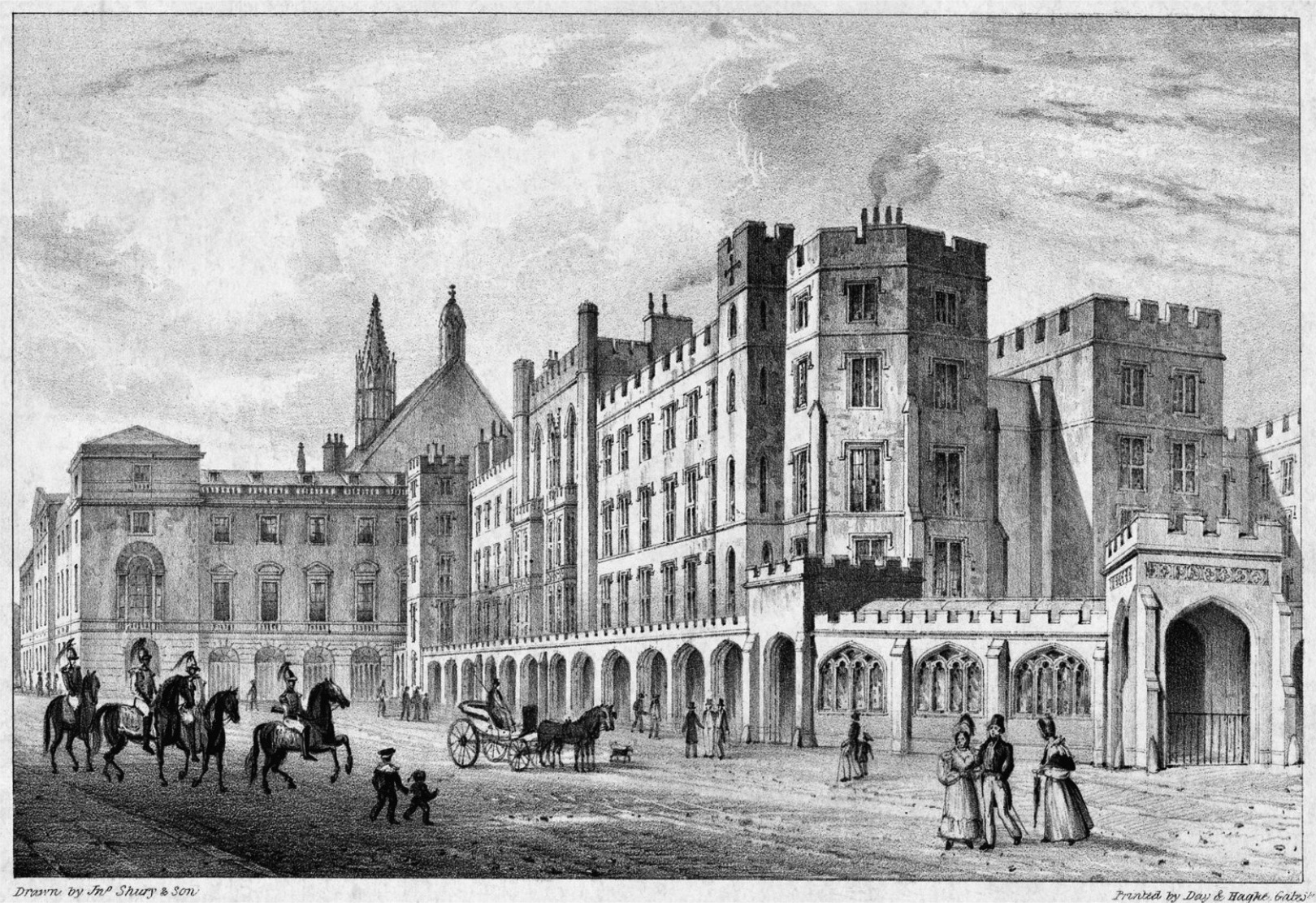
1834년 웨스트민스터궁 화재 사건으로 재건되기 이전의 웨스트민스터궁

오늘날 영국 의회의 모태는 상술한 그레이트브리튼 아일랜드 연합왕국 의회로서 1801년 1월 1일 개원하였다. 이전까지는 서민원 (하원)의 내각책임 권한이 제대로 발달하지 않았기에 명목상으로나 실질적으로나 귀족원 (상원)이 하원보다 우월한 지위를 지니고 있었다. 하원의원이 선출되는 선거제 기반 역시 중세의 선거구 체계를 그대로 따르고 있었기에, 선출의원수가 지역마다 달랐고 지역구가 억지로 유지되는 등 현실의 민의를 제대로 반영하지 못하는 폐해가 지속되고 있었다.
예컨대 올드새럼(영국 의회 선거구) 자치구에서는 유권자가 7명뿐이었음에도 불구하고 국회의원 2인을 선출할 수 있었으며, 더니치(영국 의회 선거구) 자치구는 해안선의 변화로 마을 대부분이 거의 바닷속에 잠겨 있었음에도 역시 국회의원 2인이 배정되었다. 이른바 부패 선거구 (rotten borough)라 불렸던 이들 지역구는 서민원이 아닌 귀족원 의원, 즉 지역 영주 내지는 유지들이 관리하였으며, 그들의 친족이나 지인이 하원으로 나아가도록 보장하는 수단으로 전락해 있었다.
결국 19세기 들어 선거구 개혁 운동이 시작되었고, 1832년 개혁법을 시작으로 서민원의 선거제도는 점차 정규화되기 시작하였다. 더 이상 지역 유지의 눈치를 살피지 않게 된 하원의원들은 더욱 건전하고 적극적인 입법활동을 전개해 나갈 수 있게 되었다.
20세기에 이르러서부터는 귀족원보다 서민원이 우월적인 지위를 갖추기 시작하였다. 1909년 영국 하원은 '인민예산' (People's Budget)을 통과시켜 토지세를 비롯한 기존 조세제도의 대대적인 개편을 시도하였다. 이 법이 시행되면 부유한 지주들에게 상당한 타격을 주게 될 것이었기 때문에, 의원들 대다수가 유력지주로 구성되었던 귀족원에서 부결되는 사태가 빚어졌다. 그러나 예산안 자체의 인기와 더불어 귀족원의 여론 악화로, 1910년 두 차례의 총선에서 자유당이 근소차 승리를 거두는 결과를 이끌어냈다.
민의에 힘입어 영국 총리직에 오른 자유당의 H. H. 애스퀴스는 인민예산의 토지세 조항을 재추진하지 않기로 한 대신, 귀족원의 권한을 제한토록 하는 '의회에 관한 법안' (Parliament Bill)을 추진하였다. 이 법안 역시 귀족원에서 부결되자, 애스퀴스 총리는 1910년 2차 총선 전에 국왕으로부터 비밀리에 확인받은 약속을 내세워 반격에 나섰다. 그 약속이라 함은 귀족원의 과반수를 차지한 보수당 소속 의원들을 무력화시키기 위하여 수백명의 자유당 상원의원들을 임명토록 한다는 내용이었다. 총리의 위협에 힘입어 귀족원의 기존 자유당 의원들이 합심함으로서 의회에 관한 법안은 가결될 수 있었다.
이렇게 탄생한 1911년 의회법에는 귀족원에서 과세법안을 절대로 부결시킬 수 없으며, 다른 부문의 법안도 최대 3회까지 부결한 뒤 무조건 제정 처리되도록 한다는 조항이 담겼다. 3회 부결 원칙은 1949년 법 개정으로 2회로 축소되어 지금까지 이어지고 있다. 그러나 1911년과 1949년 의회법 제정에도 불구하고 귀족원에게는 의회 임기를 연장하려는 모든 법안에 대해서는 무제한으로 거부권을 행사할 수 있는 권한만큼은 계속해서 유지되고 있다.

### 그레이트브리튼 북아일랜드 연합왕국 의회
1918년 아일랜드 총선에서 아일랜드 공화주의 정당 신 페인이 압승을 거두었다. 신 페인은 아일랜드가 연합왕국의 일원이 아닌, 아일랜드 공화국이라는 독립국으로 나아가겠다는 선거공약을 내세웠다. 따라서 기존 신 페인 소속 국회의원들은 표면적으로는 영국 의회의 일원이지만 실질적으로는 일원이 되기를 거부하는 기권주의 입장을 취하게 되었으며, 1919년 아일랜드 독립 선언과 함께 단원제 의회인 '달 에런'을 구성하여 그곳의 소속으로서 활동하기 시작하였다.
이러한 움직임에 대응하여 영국 의회는 1920년 아일랜드 정부법을 제정하여 북아일랜드와 남아일랜드에 자치의회를 수립하고 양 지역을 대표하는 원내 의원수를 축소하게 되었다. 이 때 축소된 북아일랜드의 의석수는 1973년 영국의 직할통치가 재개된 이후 다시 회복되었다. 아일랜드 공화주의자들은 자치의회에 대응하여 총선거를 치르는 것으로 회답하였고, 그렇게 실시된 1921년 아일랜드 총선에서 당선된 의원들은 공화주의자들이 내세우는 달 에런의 기반이 되었다.
당시 북아일랜드 지역에서는 북아일랜드 연합주의(연합왕국의 유지에 찬성) 성향의 정당들이 경합을 벌인 끝에 승리하였지만, 남아일랜드에서는 128인 후보 전원이 무투표로 당선되었다. 이 가운데 124인은 신페인당 소속이었고, 4인은 더블린 대학교 (트리니티 칼리지)를 대변하는 연합주의 성향의 무소속 의원들이었다. 남아일랜드 자치의회에 출석하는 이 4인을 제외한 나머지 124인은 그대로 달 에런에 출석하였기에, 남아일랜드 자치의회는 단 한번도 운영되지 못한 채 휴회되었다.
1922년 영국-아일랜드 조약 체결로 아일랜드 혁명공화국은 아일랜드 자유국이 되어 영국 측으로부터 별개의 독립국으로 승인받았다. 따라서 기존 남아일랜드 지역은 더 이상 영국 의회가 대표하지 않게 되었다. 북아일랜드 지역은 영국의 일원으로 남게 되었으며, 1927년 의회의 명칭을 '그레이트브리튼 북아일랜드 연합왕국 의회'로 변경하였다.
한편 귀족원에 대한 개혁은 20세기에도 이어졌다. 1958년 일대귀족법 제정으로 기존 세습귀족 외에도 정기적으로 귀족을 선출하는 일대귀족을 도입하게 되었다. 1960년대에 이르러서는 세습귀족의 신규 임명을 금지하였으며, 이때부터 귀족원의 신규 의원들은 거의 대다수가 일대귀족으로 이루어지게 되었다.
1999년 귀족원법 제정으로 세습귀족의 귀족원 자동 진출 권한이 폐지되었다. 다만 전체 의원 가운데 92인에 한하여, 세습귀족을 임기제로 선출하고 사망 시 보궐선거로 선출할 수 있다는 예외를 두었다. 따라서 오늘날의 귀족원은 서민원에 완전히 종속된 상원으로서 기능하게 되었다. 이와 더불어 2005년 헌법개혁법에 따라 2009년 10월 영국 대법원이 신설되면서 기존 귀족원에서 사법기능을 행사하던 권한도 폐지되었다.

## 임기
원래 영국 의회의 임기는 제한을 두고 있지 않았으나 1694년 삼년법 제정으로 최대 임기를 3년으로 두기 시작하였다. 그러나 선거가 너무 잦다는 비판에 따라 1715년 칠년법을 제정하여 최장기간을 7년으로 연장하였으며, 이후 1911년 의회법 제정으로 5년으로 단축됐다. 제2차 세계 대전 시기에는 전시라는 특수 상황을 감안하여 의회법에 따라 10년으로 연장되었으며, 종전 이후 5년으로 되돌아왔다.
단, 영국 의회는 총리에 의한 해산 및 조기 총선이 가능한 관계로, 5년간의 최대 임기를 전부 채운 적이 거의 없는 실정이다(이를테면 1997년 개원한 제52대 영국 의회는 불과 4년 뒤인 2001년에 해산됨). 
이 때문에 최대 임기를 둘 것이 아니라 임기를 일정기간으로 고정하자는 목소리도 제기되었으며, 2011년 고정임기 의회법 제정으로 실현되었다. 이 법은 서민원 전체 의원 3분의 2가 조기총선을 결의하거나, 정부 불신임 결의가 통과되지 않는 한, 5년의 고정된 임기를 보장토록 하는 조항이 담겼다. 그러나 2022년 의회 해산 소집법 제정으로 기존 5년 임기는 유지하되 정부에서 얼마든지 조기총선을 예고할 수 있는 권한이 부활하게 되었다.
다음은 영국 의회 임기의 변천사이다.
| 연도           | 임기     | 관련법                  | 해설 |
| -------------- | -------- | ----------------------- | --- |
| 1707년         | 최대 3년 | 연합조약 승인           | 그레이트브리튼 의회 신설 |
| 1715년         | 최대 7년 | 1715년 칠년법           | 최대 임기를 7년으로 연장. 개원 이래 7주년을 맞이하는 시점에 해산. |
| 1801년         | 최대 7년 | 1800년 연합법           | 그레이트브리튼 아일랜드 의회 신설 |
| 1911년         | 최대 5년 | 1911년 의회법           | 최대 임기를 5년으로 축소. 개원 이래 5주년을 맞이하는 시점에 해산. |
| 제2차 세계대전 | 10년     | 다수의 의회연장법       | 1940년 의회연장법, 1941년 의회연장법, 1942년 의회연장법, 1943년 의회연장법, 1944년 의회연장법. 각 법마다 의회의 최대임기 기준시점을 이듬해로 넘겼다.                                      |
| 전후           | 최대 5년 | 1911년 의회법           | 최대 임기 5년. 개원 이래 5주년을 맞이하는 시점에 해산. |
| 2011년         | 5년      | 2011년 고정임기 의회법  | 매 5년마다 총선을 치를 것을 규정. 총선일은 지난 총선으로부터 5년차가 되는 해 5월 첫째주 목요일로 둠. 단 지난 총선이 5월 첫째주 목요일 이전에 치러졌을 경우 4년차가 되는 해에 총선을 실시. |
| 2022년         | 최대 5년 | 2022년 의회 해산 소집법 | 의회 개원 당일로부터 5주년을 맞는 날에 자동으로 해산하되, 조기 해산 가능. |

## 비교
|           | 하원(서민원) | 상원(귀족원) |
| --------- | --- | --- |
| 의장      | 린지 호일 경(Sir Lindsay Hoyle)(무소속)                                                                                 | 존 프란시스 맥폴 남작 (baron John Francis Mc Fall)(무소속) |
| 구성      | - 양원 중 가장 강력한 권한을 행사하여 입법의 중심을 구성. - 영국 정부는 하원 측에서 다수당의 지지를 거쳐 입법안을 실시. | - 하원하고 독립되어 있는 반면, 법안 제정이라든가 정부 운영을 감사하는 업무에는 함께 책임을 분배. - 영국 의회 개회식 때, 군주가 연설을 하기 위해 상원을 방문. - 또한 2009년에 대법원이 별도로 설립되기 전까지, 상원은 영국 사법 제도의 최고 기구로 군림. - 일부가 성공회 주교들이라는 점에서, 영국의 국교인 성공회에도 매우 큰 영향을 받고 있음. |
| 선출 방식 | - 22세부터 후보 등록 가능. - 지역구별로 공천을 받은 후보를 국민투표(소선거구제)로 선출.                                 | - 하원 측에서 동의를 얻어 총리가 왕실에 보고서를 올리면 그 나라 왕실에서 직접 임명(대한민국의 장관이나 국무총리에 해당). - 자체적으로 선출되는 90명의 세습 귀족하고 직권에 의한(ex officio) 일원인 2명의 귀족을 제외하고는 모두 지명을 받을 수 있음. - 하원에서 3선 이상 당선된 경력이 있어야 함. |
| 정원      | 650석 | 자격요건을 갖추고 있는 성직, 특권층(세속 귀족)으로 구성되어 있어 인원이 수시로 변경되기 때문에 정원이 일정하지 않음. |
| 구성      | - 각 지방마다 지역구를 대표하는 650명의 후보, 즉 MP들로 구성.                                                           | - 십중팔구가 자격 요건을 갖춘 성직, 특권층(세속 귀족)으로 구성. - 귀족 지위에서 획득되며, 성직 귀족(Lords Spiritual)과 세속 귀족(Lords Temporal)으로 구성. - 각각의 하원보다 의석 수가 많거나 적을 수 있는 세계에서 유일한 상원으로 구성. - 성직 귀족의 경우 26명의 잉글랜드 성공회 주교로 구성. - 세속 귀족 중에서 십중팔구는 총리라든가 상원 지명 위원회의 조언을 받아 군주가 임명한 일대귀족(life peer)으로 구성(네 명의 공작(duke)을 포함하여 일부 세습 귀족도 상원에 포함). - 한 때 아일랜드 세습 귀족을 제외하고 모든 세습 귀족의 권리였으나, 1999년 상원법(House of Lords Act 1999)에 따라 의원 자격을 얻을 권리가 92명의 세습 귀족으로 제한. - 여성은 극소수에 불과(대부분의 세습 귀족 지위가 남성들이 상속을 받기 때문). |
| 임기      | 5년(최대 9선까지 가능)                                                                                                  | 무기한(정해진 임기가 없음) |

하원은 서민원(House of Commons)이라고도 하며, 

발의된 모든 법안에 대해 논쟁을 벌임으로써 하원은 정치적 환경과 새로운 의견의 발전에 영향을 미친다.

## 같이 보기
- 영국 상원
- 웨스트민스터 궁전
- 영국 하원